# 集印
集印（しゅういん）とは、旅行に関する趣味の一つで、神社、寺院を巡礼して参拝や納経の証にご朱印を「集印帳」（ご朱印帳とも）に授かって集める（俗にご朱印集め）、あるいは、駅や城、道の駅など観光名所を巡って、記念にスタンプを集めること。

## 集印の種類
神社仏閣・御陵
- 御朱印 － 本来は四国八十八ヵ所などの霊場巡礼の納経の証として授かったもの。納棺の際に経帷子にしたてて故人に着せる習俗もある
- 御陵印 － 各地の陵にスタンプを用意し、参拝客に供している

郵便局
- 風景印 － 各地の郵便局を巡り特色のある記念印、消印を集める

交通系
- 駅スタンプ・鉄印 － 鉄道事業者が駅に利用者向けにスタンプを用意している
- サービスエリアパーキングエリアスタンプ － JHがSAに利用者向けにスタンプを用意している
- 道の駅 － 各道の駅の事業者がスタンプを用意し、共同でスタンプラリーを実施している
- 御船印 － 各地の船会社や海洋博物館にスタンプを用意し、利用者に供している
- 御翔印 － 各地の空港にスタンプを用意し、観光客に供している

観光系
- 御城印 － 各地のお城にスタンプを用意し、観光客に供している
- 御墳印 － 各地の古墳にスタンプを用意し、観光客に供している
- 御湯印 － 各地の温泉にスタンプを用意し、利用者に供している
- 御宿場印 － 日光街道の各宿場町にスタンプを用意し、観光客に供している
- 御酒印 － 各地の酒蔵にスタンプを用意し、観光客の求めに応じて供与している

その他施設系
- 御駿印 － 各地の競馬場にスタンプを用意し、観客に供している
- 魚朱印 － 各地の水族館にスタンプを用意し、観光客に供している

商業系
- 御花印 － 各地の花屋にスタンプを用意し、来店客の求めに応じて供与している
- 御書印 － 各地の書店にスタンプを用意し、来店客の求めに応じて供与している

### スタンプラリー
特定の路線や施設、施設内で特定のテーマに従って各所に用意されたスタンプを押して回ることをスタンプラリーという。主に児童・生徒を対象に夏休み中に行われることが多い。